# نواف المطيري (لاعب كرة قدم كويتي)
نواف المطيري، هو لاعب كرة قدم كويتي سابق، من مواليد 28 سبتمبر 1982، طوله 167 ووزنه 65، أحد لاعبي نادي القادسية الكويتي، والمنتخب الكويتي.
بدأ نواف المطيري مشواره مع نادي القادسية الكويتي في موسم 2003/2004، وكان لاعبا احتياطيا في ذلك الموسم، ولكن موسم 2004/2005 شهد تألق نواف المطيري اللافت، وأصبح من أعمده نادي القادسية الكويتي، ولكن في موسم 2005/2006 رجع نواف المطيري إلى مقاعد الاحتياط بسبب انخفاض مستواه مره أخرى.
أحرز نواف المطيري مع نادي القادسية الكويتي بطولات كثيرة، ففاز في الدوري الكويتي مرتين وكأس الأمير مرتين وكأس ولي العهد ثلاثة مرات، وكأس الخرافي مرة وكأس الخليج للأندية مره واحدة
ينسب إلى قبيلة مطير.

## روابط خارجية
- نواف المطيري على موقع قاعدة بيانات كرة القدم.إي يو (الإنجليزية)
- نواف المطيري على موقع ناشيونال فوتبول تيمز (الإنجليزية)
- نواف المطيري على موقع كووورة